# 台北市雙福宮
財團法人台北市雙福宮，位於台灣台北市大同區雙連街37號，為主祀福德正神之道教廟宇。該建物興建於1971年，今為位於台北大同區之仿古廟宇建築。另外，該廟宇的組織型態為財團法人制，祭典日期則是每年農曆之二月初三。

## 沿革
本宮原名「雙連福德廟」，由於年代久遠，創建時日不詳，據稱創建於清乾隆中葉時期，距今約有二百七十年歷史；起初建在「雙連埤頭」出口處（今雙連國小附近，土名「田寮」）之簡陋小祠，昔時這一帶水田一遍，池沼遍佈，成為當地農民晨昏膜拜之土地神。至咸豐二年（1852）遷至土名「豬哥寮頭」（今寧夏路、民生西路口）繼續奉祀，後因年久失修，光緒十七年（1891）由保正（今里長）周定國幕資重建，並正式命名「雙福宮」。宣統二年（1910）日人實施市區改正，闢路拆廟移至今蓬萊國小旁，搭蓋約八坪小祠。昭和六年（1931）該國小擴建校地，再遷至下奎府町（今承德路、民生西路口，廟址民生路127號，民國五十三年改為民生西路）。民國六十年民生西路拓寬，廟地適在路基被拆，六十年由當地諸善信集資在現址購屋一棟約六十建坪三層樓公寓充作廟地。因受行政區域及街道變更，本宮先後歷經四次遷移，至此終於底定，嗣由當地仕紳陳東岳出面籌設管理委員會以維持廟務正常運作，民國七十三年再改組財團法人台北市雙福宮董監事會，惟至民國八十六年二月十二日被一名精神異常男子縱火，廟內部份古老神像、器物付之一炬，損失慘重，幸在諸善信共同努力下迅速復原，廟貌煥然一新，于八十七年二月十三日（農曆正月十七日）重新入廟安座，一樓主神福德正神，二樓關公殿，三樓觀音殿等眾神仙佛齊聚一堂，形成雙連地區居民的信仰中心。